# 大录乡
大录乡，是中华人民共和国四川省阿坝藏族羌族自治州九寨沟县下辖的一个乡镇级行政单位。

## 行政区划
大录乡下辖以下地区：
大录村、香扎村、八屯村、沙勿村、芝麻村和东北村。